# ヴィルヘルム・フォン・ヘッセン＝フィリップスタール＝バルヒフェルト (1786-1834)

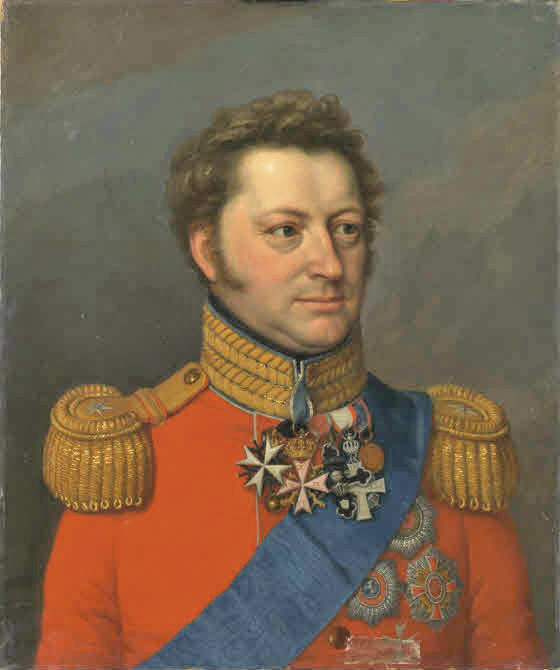
ヘッセン＝フィリップスタール＝バルヒフェルト侯子ヴィルヘルム

フリードリヒ・ヴィルヘルム・カール・ルートヴィヒ・フォン・ヘッセン＝フィリップスタール＝バルヒフェルト（Friedrich Wilhelm Karl Ludwig von Hessen-Philippsthal-Barchfeld, 1786年8月10日 バルヒフェルト - 1834年11月30日 コペンハーゲン）は、ドイツのヘッセン＝フィリップスタール＝バルヒフェルト家の侯子で、デンマークの軍人。
ヘッセン＝フィリップスタール＝バルヒフェルト方伯アドルフと、その妻でザクセン＝マイニンゲン公アントン・ウルリヒの娘であるルイーゼの間の第3子、三男として生まれた。1812年8月22日にコペンハーゲンのフレゼリクスボー城において、デンマーク王フレゼリク6世の従妹にあたるユリイェーネ・ソフィー王女と結婚した。夫妻の間に子供は無かった。